# Ögmundur Kristinsson
Ögmundur Kristinsson (ur. 19 czerwca 1989) – islandzki piłkarz występujący na pozycji bramkarza w cypryjskim klubie AE Larisa oraz w reprezentacji Islandii. Wychowanek Fram, w swojej karierze grał także w Randers. Znalazł się w kadrze na Mistrzostwa Europy 2016.